# 2016 في ماليزيا
فيما يلي قوائم الأحداث التي وقعت خلال عام 2016 في ماليزيا.

## سياسة

### تعيين في المنصب
- 13 ديسمبر – محمد الخامس يانغ دي-برتوان أغونغ.

### انتهاء فترة المنصب
- 12 ديسمبر – عبد الحليم معظم يانغ دي-برتوان أغونغ.

## رياضة
- 1 يناير – دوري السوبر الماليزي 2016 الفائز نادي جوهر دار التعظيم.
- 1 يناير – دوري كرة القدم الماليزيي الممتاز 2016 الفائز نادي ملقا يونايتد.
- 1 يناير – كأس التضامن الآسيوي 2016
- 1 يناير – كأس بانغاباندو 2016
- 1 يناير – كأس ماليزيا 2016 الفائز نادي جوهر دار التعظيم.
- 1 يناير – ماليزيا في الألعاب الأولمبية الصيفية 2016
- 2 أكتوبر – جائزة ماليزيا الكبرى 2016 الفائز دانيل ريكاردو.

## وفيات

### مارس
- 18 مارس – عدنان أبو حسن (مواليد 1959)

### سبتمبر
- 16 سبتمبر – هارون دين (مواليد 1940) سياسي ماليزي.